# Östra Gäddtjärnen
Östra Gäddtjärnen är en sjö i Filipstads kommun i Värmland och ingår i Göta älvs huvudavrinningsområde.